# Elecciones estatales de Puebla de 1992
Las elecciones estatales de Puebla de 1992 se llevaron a cabo el domingo 15 de noviembre de 1992, y en ellas se renovaron los siguientes cargos de elección popular en el estado de Puebla:
- Gobernador de Puebla. Titular del Poder Ejecutivo del estado, electo para un periodo de seis años no reelegibles en ningún caso, el candidato electo fue Manuel Bartlett Díaz.
- 217 ayuntamientos. Compuestos por un Presidente Municipal y regidores, electos para un periodo de tres años no reelegibles para el periodo inmediato.
- 29 diputados al Congreso del Estado. Electos por mayoría relativa en cada uno de los Distrito Electorales y 18 de Representación Proporcional.[1]

## Conducta
Además de la muy elevada abstención que hubo en la jornada electoral, estas elecciones fueron criticadas por varias fallas en su organización. Hubo denuncias sobre la improvisación que hubo en la instalación de varias casillas, así como retrasos en las aperturas de estas y dificultad para localizarlas. El propio candidato del PRI a la gubernatura, Manuel Bartlett, intentó votar por primera vez en su casilla a las 10:30 AM pero al no contar con la papelería electoral correspondiente tuvo que regresar tres horas después. El candidato del PRD, Antonio Tenorio Adame, no contó con una mesa en su casilla y tuvo que apoyarse en un tronco para tachar sus boletas, mientras que el candidato del PAN a la alcaldía de Puebla, Jorge Osejo, se encontró con que en su casilla las urnas estaban colocadas en el suelo.

## Resultados electorales

### Gobernador
|  | 17.1 % |

|  | 70.4 % |

|  | 1.6 % |

|  | 6.3 % |

|  | 2.6 % |

|  | 2.0 % |

|  | 100 % |

|  | 0 % |

|  | 39.5 % |

|  | 60.5 % |

### Ayuntamientos
|  | 3.0 % |

|  | 79.0 % |

|  | 1.9 % |

|  | 8.4 % |

|  | 3.3 % |

|  | 2.1 % |

|  | 100 % |